# Polina Monova
Polina Ivanovna Monova (em russo Полина Ивановна Монова; Ufá, 6 de abril de 1993) é uma tenista russa.
Ela está classificada no 160º lugar do ranking mundial de simples, posição alcançada em 19 de junho de 2017. Em 18 de dezembro de 2017, ela alcançou a posição nº 118 no ranking de duplas. Monova ganhou nove títulos de simples e 28 títulos de duplas no circuito ITF.
Ela fez sua estreia no sorteio principal do WTA Tour na Baku Cup 2015 no evento de duplas, em parceria com Ksenia Lykina.

## Finais do ITF (34–20)

### Simples/Singulares (9–3)
| Legenda                  |
| ------------------------ |
| $100,000 torneios        |
| $75,000/$80,000 torneios |
| $50,000/$60,000 torneios |
| $25,000 torneios         |
| $15,000 torneios         |
| $10,000/$15,000 torneios |

| Finais pela superfície |
| ---------------------- |
| Duro (9–2)             |
| Terra Batida (0–1)     |
| Grama (0–0)            |
| Carpete (0–0)          |

| Resultado   | Número | Data                    | Categoria | Tormeio                    | Superfície   | Oponente             | Resultado (jogos) |
| ----------- | ------ | ----------------------- | --------- | -------------------------- | ------------ | -------------------- | ----------------- |
| Campeã      | 1.     | 15 de setembro de 2012  | $10,000   | Astana, Cazaquistão        | Duro         | Alexandra Romanova   | 3–6, 6–3, 6–2     |
| Campeã      | 2.     | 3 de maio de 2014       | $10,000   | Andijan, Uzbequistão       | Duro         | Sviatlana Pirazhenka | 6–2, 6–2          |
| Vice-campeã | 1.     | 7 de junho de 2014      | $10,000   | Kazan, Rússia              | Terra Batida | Alena Tarasova       | 1–6, 6–7(3–7)     |
| Campeã      | 3.     | 22 de maio de 2016      | $10,000   | Tel Aviv-Ramat Gan, Israel | Duro         | Vlada Ekshibarova    | 4–6, 6–1, 6–4     |
| Campeã      | 4.     | 19 de junho de 2016     | $25,000   | Fergana, Uzbequistão       | Duro         | Sabina Sharipova     | 6–3, 0–6, 6–4     |
| Vice-campeã | 2.     | 17 de dezembro de 2016  | $25,000   | Pune, Índia                | Duro         | Tamara Zidanšek      | 4–6, 2–6          |
| Campeã      | 5.     | 28 de janeiro de 2017   | $15,000   | Almaty,Cazaquistão         | Duro         | Ekaterina Kazionova  | 6–3, 6–3          |
| Vice-campeã | 3.     | 4 de fevereiro de 2017  | $15,000   | Almati, Cazquistão         | Duro         | Olga Doroshina       | 1–4, retirou-se   |
| Campeã      | 6.     | 25 de fevereiro de 2017 | $25,000   | Moscovo, Rússia            | Duro         | Alina Silich         | 6–1, 6–1          |
| Campeã      | 7.     | 19 de março de 2017     | $15,000   | Sharm El Sheikh, Egito     | Duro         | Elixane Lechemia     | 2–6, 7–5, 6–4     |
| Campeã      | 8.     | 30 de abril de 2017     | $25,000   | Qarshi, Uzbequistão        | Duro         | Olga Ianchuk         | 4–6, 6–3, 6–3     |
| Campeã      | 9.     | 10 de junho de 2017     | $25,000   | Namangan, Uzbequistão      | Duro         | Gozal Ainitdinova    | 1–6, 6–1, 6–2     |

### Duplas (25–17)
| Legenda                  |
| ------------------------ |
| $100,000 torneios        |
| $75,000/$80,000 torneios |
| $50,000/$60,000 torneios |
| $25,000 torneios         |
| $15,000 torneios         |
| $10,000/$15,000 torneios |

| Finais pela superfície |
| ---------------------- |
| Duro (21–11)           |
| Terra Batida (3–6)     |
| Grama (0–0)            |
| Carpete (1–0)          |

| Resultado    | Número | Data                    | Categoria | Tourneio                  | Superfície   | Companheira           | Oponentes                                 | Resultado (jogos)      |
| ------------ | ------ | ----------------------- | --------- | ------------------------- | ------------ | --------------------- | ----------------------------------------- | ---------------------- |
| Campeãs      | 1.     | 18 de outubro de 2010   | $10,000   | Monastir, Tunísia         | Duro         | Irina Glimakova       | Sasha Khabibulina Jovana Jakšić           | 6–2, 1–6, [10–7]       |
| Campeãs      | 2.     | 20 de fevereiro de 2011 | $10,000   | Antalya, Turquia          | Terra Batida | Irina Glimakova       | Patricia Chirea Valentina Sulpizio        | 6–3, 6–3               |
| Campeãs      | 3.     | 4 de abril de 2011      | $10,000   | Antalya, Turquia          | Duro         | Irina Glimakova       | Jessy Rompies Grace Sari Ysidora          | 6–4, 6–7(4–7), [10–8]  |
| Campeãs      | 4.     | 31 de outubro de 2011   | $10,000   | Minsk, Belarus            | Carpete      | Anna Smolina          | Olga Ianchuk Lidziya Marozava             | 6–3, 6–4               |
| Vice-campeãs | 1.     | 18 de junho de 2012     | $10,000   | Sharm el-Sheikh, Egito    | Duro         | Ekaterina Yashina     | Sabrina Bamburac Barbara Bonic            | 4–6, 6–7               |
| Campeãs      | 5.     | 25 de junho de 2012     | $10,000   | Sharm el-Sheikh, Egito    | Duro         | Ekaterina Yashina     | Kamila Kerimbayeva Zalina Khairudinova    | 7–5, 4–6, [10–8]       |
| Campeãs      | 6.     | 15 de setembro de 2012  | $10,000   | Astana, Cazaquistão       | Duro         | Yana Sizikova         | Ulyana Ayzatulina Elena Maltseva          | 6–3, 6–2               |
| Campeãs      | 7.     | 18 de fevereiro de 2013 | $25,000   | Moscovo, Rússia           | Duro         | Margarita Gasparyan   | Maryna Zanevska Valeria Solovyeva         | 6–4, 2–6, [10–5]       |
| Campeãs      | 8.     | 11 de março de 2013     | $10,000   | Netanya, Israel           | Duro         | Aliaksandra Sasnovich | Lu Jiajing Lu Jiaxiang                    | 6–1, 6–2               |
| Vice-campeãs | 2.     | 27 de abril de 2013     | $10,000   | Andijan, Uzbequistão      | Duro         | Ekaterina Yashina     | Anastasiya Vasylyeva Albina Khabibulina   | 5–7, 4–6               |
| Vice-campeãs | 3.     | 29 de abril de 2013     | $10,000   | Shymkent, Cazaquistão     | Terra Batida | Anna Smolina          | Albina Khabibulina Anastasiya Vasylyeva   | 6–2, 4–6, [9–11]       |
| Vice-campeãs | 4.     | 6 de maio de 2013       | $10,000   | Shymkent, Cazaquistão     | Terra Batida | Anna Smolina          | Albina Khabibulina Ksenia Palkina         | 2–6, 2–6               |
| Campeãs      | 9.     | 1 de junho de 2013      | $25,000   | Moscovo, Russia           | Terra Batida | Ksenia Kirillova      | Eugeniya Pashkova Anastasiya Vasylyeva    | 1–6, 6–4, [10–4]       |
| Vice-campeãs | 5.     | 30 de junho de 2013     | $10,000   | Sharm El Sheikh, Egito    | Duro         | Julia Valetova        | Mai El Kamash Madrie Le Roux              | 2–6, 6–2, [1–10]       |
| Campeãs      | 10.    | 1 de julho de 2013      | $10,000   | Sharm El Sheikh, Egito    | Duro         | Julia Valetova        | Violetta Degtiareva Ganna Piven           | 6–1, 7–5               |
| Campeãs      | 11.    | 17 de novembro de 2013  | $10,000   | Astana, Cazaquistão       | Duro         | Alena Tarasova        | Albina Khabibulina Ksenia Palkina         | 4–6, 6–1, [10–6]       |
| Vice-campeãs | 6.     | 28 de abril de 2014     | $10,000   | Andijan, Uzbequistão      | Duro         | Yana Sizikova         | Albina Khabibulina Veronika Kudermetova   | 4–6, 6–7(5–7)          |
| Campeãs      | 12.    | 3 de agosto de 2014     | $10,000   | Astana, Cazaquistão       | Duro         | Ekaterina Yashina     | Sviatlana Pirazhenka Polina Pekhova       | 6–3, 6–2               |
| Vice-campeãs | 7.     | 8 de setembro de 2014   | $25,000   | Moscovo, Rússia           | Terra Batida | Alexandra Artamonova  | Xenia Knoll Veronika Kudermetova          | 6–7(10–12), 5–7        |
| Vice-campeãs | 8.     | 15 de novembro de 2014  | $25,000   | Sharm el-Sheikh, Egito    | Duro         | Valentyna Ivakhnenko  | Marie Benoît Demi Schuurs                 | 4–6, 5–7               |
| Campeãs      | 13.    | 10 de abril de 2015     | $25,000   | Qarshi, Uzbequistão       | Duro         | Valentyna Ivakhnenko  | Kamila Kerimbayeva Ksenia Lykina          | 6–1, 6–3               |
| Vice-campeãs | 9.     | 26 de abril de 2015     | $50,000   | İstanbul, Turquia         | Hard         | Valentyna Ivakhnenko  | Lyudmyla Kichenok Nadiia Kichenok         | 4–6, 3–6               |
| Campeãs      | 14.    | 8 de junho de 2015      | $25,000   | Minsk, Belarus            | Terra Batuda | Valentyna Ivakhnenko  | Olga Ianchuk Daria Kasatkina              | 4–6, 6–0, [12–10]      |
| Vice-campeãs | 10.    | 28 de fevereiro de 2016 | $25,000   | Moscovo, Rússia           | Duro         | Yana Sizikova         | Anastasiya Komardina Nina Stojanović      | 7–6(7–5), 1–6, [10–12] |
| Vice-campeã  | 11.    | 6 de março de 2016      | $10,000   | Hammamet, Tunísia         | Terra Batida | Yuliya Kalabina       | Julia Grabher Isabella Shinikova          | 5–7, 0–6               |
| Vice-campeãs | 12.    | 9 de abril de 2016      | $25,000   | Qarshi, Uzbequistão       | Duro         | Ksenia Lykina         | Natela Dzalamidze Veronika Kudermetova    | 6–4, 4–6, [7–10]       |
| Vice-campeãs | 13.    | 6 de maio de 2016       | $10,000   | Khimki, Rússia            | Duro         | Yana Sizikova         | Olga Doroshina Alena Tarasova             | 2–6, 4–6               |
| Vice-campeãs | 14.    | 21 de maio de 2016      | $10,000   | Ramat Gan, Israel         | Terra Batida | Yuliya Kalabina       | Vlada Ekshibarova Naomi Totka             | 2–6, 1–6               |
| Campeãs      | 15.    | 4 de junho de 2016      | $25,000   | Namangan, Uzbequistão     | Duro         | Ksenia Lykina         | Veronika Kudermetova Tereza Mihalíková    | 3–6, 6–3, [10–5]       |
| Campeãs      | 16.    | 18 de junho de 2016     | $25,000   | Fergana, Uzbequistão      | Duro         | Yana Sizikova         | Prerna Bhambri Ankita Raina               | 7–6(7–0), 6–2          |
| Vice-campeãs | 15.    | 30 de julho de 2016     | $25,000   | Astana, Cazaquistão       | Duro         | Yana Sizikova         | Natela Dzalamidze Veronika Kudermetova    | 2–6, 3–6               |
| Vice-campeãs | 16.    | 2 de setembro de 2016   | $25,000   | Almaty, Cazaquistão       | Terra Batida | Valeria Savinykh      | Valentyna Ivakhnenko Anastasiya Komardina | 5–7, 4–6               |
| Campeãs      | 17.    | 14 de outubro de 2016   | $25,000   | Équeurdreville, França    | Duro         | Cornelia Lister       | Amandine Hesse An-Sophie Mestach          | 7–5, 4–6, [10–6]       |
| Campeãs      | 18.    | 3 de fevreiro de 2017   | $15,000   | Almaty, Cazaquistão       | Duro         | Olga Doroshina        | Pia König Katharina Lehnert               | 6–1, 6–2               |
| Campeãs      | 19.    | 12 de março de 2017     | $15,000   | Sharm El Sheikh, Egito    | Duro         | Olga Doroshina        | Tereza Mihalíková Julia Terziyska         | Walkover               |
| Campeãs      | 20.    | 19 de março de 2017     | $15,000   | Sharm El Sheikh, Eito     | Duro         | Olga Doroshina        | Yana Sizikova Valeriya Strakhova          | 6–1, 6–1               |
| Campeãs      | 21.    | 27 de março de 2017     | $60,000   | Croissy-Beaubourg, França | Duro         | Vera Lapko            | Manon Arcangioli Magdalena Fręch          | 6–3, 6–4               |
| Campeãs      | 22.    | 9 de abril de 2017      | $25,000   | İstanbul, Turquia         | Duro         | Olga Doroshina        | Freya Christie Laura Robson               | 6–3, 6–2               |
| Vice-campeãs | 17.    | 15 de abril de 2017     | $60,000   | İstanbul, Turquia         | Duro         | Ksenia Lykina         | Veronika Kudermetova İpek Soylu           | 6–4, 5–7, [9–11]       |
| Campeãs      | 23.    | 30 de abril de 2017     | $25,000   | Qarshi, Uzbequistão       | Duro         | Olga Doroshina        | Nigina Abduraimova Ana Veselinović        | 7–5, 6–2               |
| Campeãs      | 24.    | 2 de junho de 2017      | $25,000   | Andijan, Uzbequistão      | Duro         | Olga Doroshina        | Akgul Amanmuradova Valeriya Strakhova     | 6–2, 6–0               |
| Campeãs      | 25.    | 9 de junho de 2017      | $25,000   | Namangan, Uzbequistão     | Duro         | Olga Doroshina        | Nigina Abduraimova Ksenia Lykina          | 6–2, 7–6(10–8)         |